# Karl-Åke Asph
Karl-Åke Asph (Avesta, 2 februari 1939) is een Zweeds langlaufer. 

## Carrière
Asph skiede tijdens de Olympische Winterspelen 1964 de eerste ronde voor het Zweedse estafetteploeg die de gouden medaille won. Asph deed behalve aan langlaufen ook aan Oriëntatielopen.

## Belangrijkste resultaten

### Olympische Winterspelen
| Editie | Plaats    | Resultaten |
| ------ | --------- | ---------- |
| 1964   | Innsbruck | estafette  |

### Wereldkampioenschappen langlaufen
| Jaar | Plaats    | Resultaten |
| ---- | --------- | ---------- |
| 1964 | Innsbruck | estafette  |